# Dia Internacional da Saúde Vegetal
O Dia Internacional da Saúde Vegetal é uma data comemorada anualmente em 12 de maio desde 2022, estabelecida pelas Organização das Nações Unidas (ONU) em 29 de março de 2022.

### Proclamação
O Dia Internacional da Saúde Vegetal foi proclamado pelas Nações Unidas em 29 de março de 2022, para enfatizar a importância de manter a fitossanidade como meio de combater a fome, reduzir a pobreza, proteger a biodiversidade e promover o desenvolvimento econômico sustentável. Essa proclamação é um legado do Ano Internacional da Saúde Vegetal em 2020, visando aumentar a conscientização sobre como a proteção de plantas pode impactar positivamente diversas questões globais.

### Celebração
Esse dia é comemorado anualmente em 12 de maio. Essa data foi escolhida para comemorar permanentemente as conquistas e iniciativas que surgiram durante o Ano Internacional da Saúde Vegetal. A primeira celebração ocorreu em 2022, marcando o início de uma série de atividades e campanhas globais destinadas a promover práticas que preservam a fitossanidade, como o manejo integrado de pragas e o uso da certificação fitossanitária eletrônica para garantir e agilizar o comércio internacional.

## Temas
- 2022: Não há segurança alimentar sem saúde vegetal[5][6]
- 2023: Ligação entre a saúde vegetal e a proteção ambiental[7]
- 2024: Saúde vegetal, comércio seguro e tecnologia digital[3]
- 2025: A importância da saúde vegetal na Saúde Única[8]